# Khin Nyunt
Khin Nyunt (in lingua birmana ခင်ညွန့်) (Kyauktan, 11 ottobre 1939) è un politico e generale birmano, nonché ex membro della giunta militare.
Proveniente da una famiglia di etnia cinese, ha fatto carriera nell'Esercito Birmano fino a diventare membro dell'CSPC, capo dei servizi di sicurezza e (dal 25 agosto 2003) primo ministro del Myanmar.
La sua ascesa tuttavia è stata bruscamente interrotta il 18 ottobre 2004, quando - su iniziativa del rivale generale Maung Aye - venne sollevato da tutte le cariche politiche e, subito dopo, arrestato per corruzione.
Secondo i siti dei dissidenti birmani all'estero, la politica di Khin Nyunt era considerata troppo aperta ai negoziati con l'opposizione di Aung San Suu Kyi.
Condannato il 21 luglio 2005 a 44 anni di carcere, si trova ora agli arresti domiciliari.